# Sophie Warmuth
Sophie Warmuth (9 oktober 2002, Erfurt) is een Duitse langebaanschaatsster. Haar beste afstand is de 500m. Ze combineert haar schaatsloopbaan met een baan bij de Duitse politie.

## Records

### Persoonlijke records
| Afstand    | Tijd    | Datum            | Baan       |
| ---------- | ------- | ---------------- | ---------- |
| 500 meter  | 38,01   | 28 februari 2025 | Heerenveen |
| 1000 meter | 1.17,38 | 11 december 2021 | Calgary    |
| 1500 meter | 2.07,81 | 28 februari 2020 | Heerenveen |
| 3000 meter | 4.49,05 | 29 februari 2020 | Heerenveen |

(laatst bijgewerkt: 1 april 2025)

## Resultaten
| Jaar | EK Afstanden           | WK Afstanden            | WK Junioren                     |
| ---- | ---------------------- | ----------------------- | ------------------------------- |
| 2020 |                        |                         | 17e 500m                        |
|      |                        |                         |                                 |
| 2022 | 16e 500m 4e teamsprint |                         | 500m · 8e 1000m · 7e teamsprint |
|      |                        |                         |                                 |
| 2024 | 14e 500m               |                         |                                 |
| 2025 |                        | 15e 500m DNF teamsprint |                                 |